# Candela (Italie)
Pour les articles homonymes, voir Candela (homonymie).
Candela est une commune de la province de Foggia des Pouilles en Italie.

## Administration
| Période                                  | Période  | Identité           | Étiquette | Qualité |
| ---------------------------------------- | -------- | ------------------ | --------- | ------- |
| 30 mai 2006                              | En cours | Antonio Santarella |           |         |
| Les données manquantes sont à compléter. |          |                    |           |         |

### Communes limitrophes
Ascoli Satriano, Deliceto, Melfi, Rocchetta Sant'Antonio, Sant'Agata di Puglia